# Република Пиза
Пизанската република или Република Пиза (на италиански: Repubblica di Pisa) е морска република и град държава в Италия, който съществува в периода 1000 – 1406 г.
Републиката в Пиза става първа военноморска апенинска сила в XI – XII век, установявайки контрол над Корсика и Сардиния и основавайки търговски колонии в почти всички големи пристанища на Средиземно море. Силата на Пиза е в посредничеството между Леванта, Византия и испанските държави. В този период настъпва разцвет на изкуството, особено на архитектурата в Пиза.
След съкрушителното поражение от 1284 г. от Република Генуа в битката при Мелория, Пизанската република е отстранена от главните средиземноморски пазари за сметка на съседната Генуа. Това води до упадък на Пиза, за което допринася и неуспехът на гибелините във войните с гвелфите от Тоскана. През 1406 г. Пиза е завладяна от Флоренция. В началото на италианските войни през 1494 г. избухва градско въстание и републиката обявява независимост, но след месеци на обсада през 1509 г. Пиза капитулира пред численото преимущество на военните сили на Флоренция. През 1569 г. градът става част от Великото херцогство Тоскана.